# Ponte de Viadores
Ponte de Viadores é um pequena localidade portuguesa situada na freguesia de Casal Comba, concelho da Mealhada, no distrito de Aveiro.
Abrange uma parte urbana e residencial da cidade de Mealhada, ficando na freguesia(paroquia) de Casal de Comba, junto à estrada nacional número um e entre as estações de Pampilhosa e Mealhada.
O rio Cértima tem aqui a sua origem. Este rio percorre o seu percurso de Sul para Norte, desde Ponte de Viadores até à Pateira de Fermentelos.
Existem vários restaurantes e alguns hotéis.
A Serra do Buçaco pode avistar-se.
Fica a Sul da cidade de Mealhada, A Norte da Cidade de Coimbra. Outras localidades relatiamente perto:Casal Comba, a vila de Pampilhosa, Travasso, Vacariça, a vila do Luso, a vila de Mortágua, a vila e Praia deMira, a vila de Penacova, Cúria e as cidades deAnadia, Oliveira do Bairro, Águeda, Aveiro, Cantanhede, Figueira da Foz e Santa Comba Dão.